# 破碎地带
破碎地带是地缘政治学中的一个概念，是指政治版图上具有战略地位和导向的区域，这些区域内部分裂严重，并陷入了大国在地缘战略领域和势力范围的竞争。
该术语于1961年由美国印第安纳州布卢明顿的学者Gordon East首次应用于地缘政治学。它借用自地质学中的“斷層”的概念，即“某种程度上垂直的层面上的水平运动产生的破碎岩石带”。

## 定义
地缘政治学中所说的破碎地带的概念源于一种分析方法，该方法从地缘政治斗争以及军事、政治关系的角度来审视世界的国家和帝国版图。破碎地带是一种战略要地，这种地区有内部分裂并引发大量冲突的倾向，同时又对大国具有重要战略意义。这些地区之所以脆弱，是长期冲突的结果，这些冲突可能有很大的破坏性影响，也可能是轻微的混乱，而且这些地区普遍有发生灾难性冲突的倾向。因此，“破碎地带”一词所指的地理区域，通常受到地区内国家内或国家间的局部冲突以及地区外的敌对大国干涉的威胁。所谓的破碎地带经常被指责为国家间战争和冲突，特别是大国冲突的罪魁祸首。从卷入国家冲突以及于这些冲突的密切联系来看，破碎带同时也是世界政治和国际关系中的主要危机的热点或难以触及的地区。与大多数具有不同程度凝聚力的地缘政治区域不同，破碎地带是全球不稳定因素。
巴尔干半岛、东欧、高加索、中东均曾被认为是破碎地带。